# ザクセン級装甲艦
| ザクセン級装甲艦                   | ザクセン級装甲艦 |
| ---------------------------------- | --- |
| 図は「ザクセン」                   | |
| 艦級概観                           | |
| 艦種                               | 装甲艦 |
| 艦名                               | 地名 |
| 前級                               | カイザー級装甲艦 |
| 次級                               | |
| 性能諸元（（）内は近代化後のもの） | |
| 排水量                             | 常備：6,400トン |
| 全長                               | 98.0m 93.0m（水線長） |
| 全幅                               | 18.3m |
| 吃水                               | 6.5m |
| 機関                               | 型式不明石炭専焼円筒缶8基 +三段膨張型レシプロ2基2軸推進 |
| 最大 出力                          | 5,600～6,000hp |
| 最大 速力                          | 14.0ノット（機関航行時） |
| 航続 距離                          | 10ノット/1,940海里 |
| 燃料                               | 石炭：420トン（常備） 700トン（満載） |
| 乗員                               | 314名 |
| 兵装                               | クルップ 1849年型 25.9cm（22口径）単装砲6基 1855年型 8.7cm（24口径）単装砲14基（1886年に8.8cm（30口径）単装砲8基に換装） 1886年型 45cm単装魚雷発射管2基 1886年型 35cm単装魚雷発射管3基 |
| 装甲 （鉄製）                      | 舷側：127～254mm（水線部）、228mm（最上甲板部） 主甲板：50～76mm バルクヘッド：203mm（最厚部） 主砲バーベット部：228～254mm 砲郭部：140mm 司令塔：140mm（最厚部）                      |

ザクセン級装甲艦 (Panzerkorvette Sachsen-Klasse) は、ドイツ帝国海軍の装甲艦の艦級である。

## 概要
本級はドイツ帝国海軍が自国の沿岸部の防衛のために建造した艦級である。

## 艦形と武装
船体の基本形状は艦首水面下に鋭角な衝角をもつ長船首楼型船体の中央部に1本のマストと4本煙突を持つ装甲コルベットとして設計された。主砲の「25.9cm（22口径）ライフル砲」を6基持っており、配置は艦首甲板上に三角形型のバーベット内に並列で2基を配置し、4本煙突を挟んで中央部にマストを持つ四角形のバーベット内の四隅に4基を配置した。

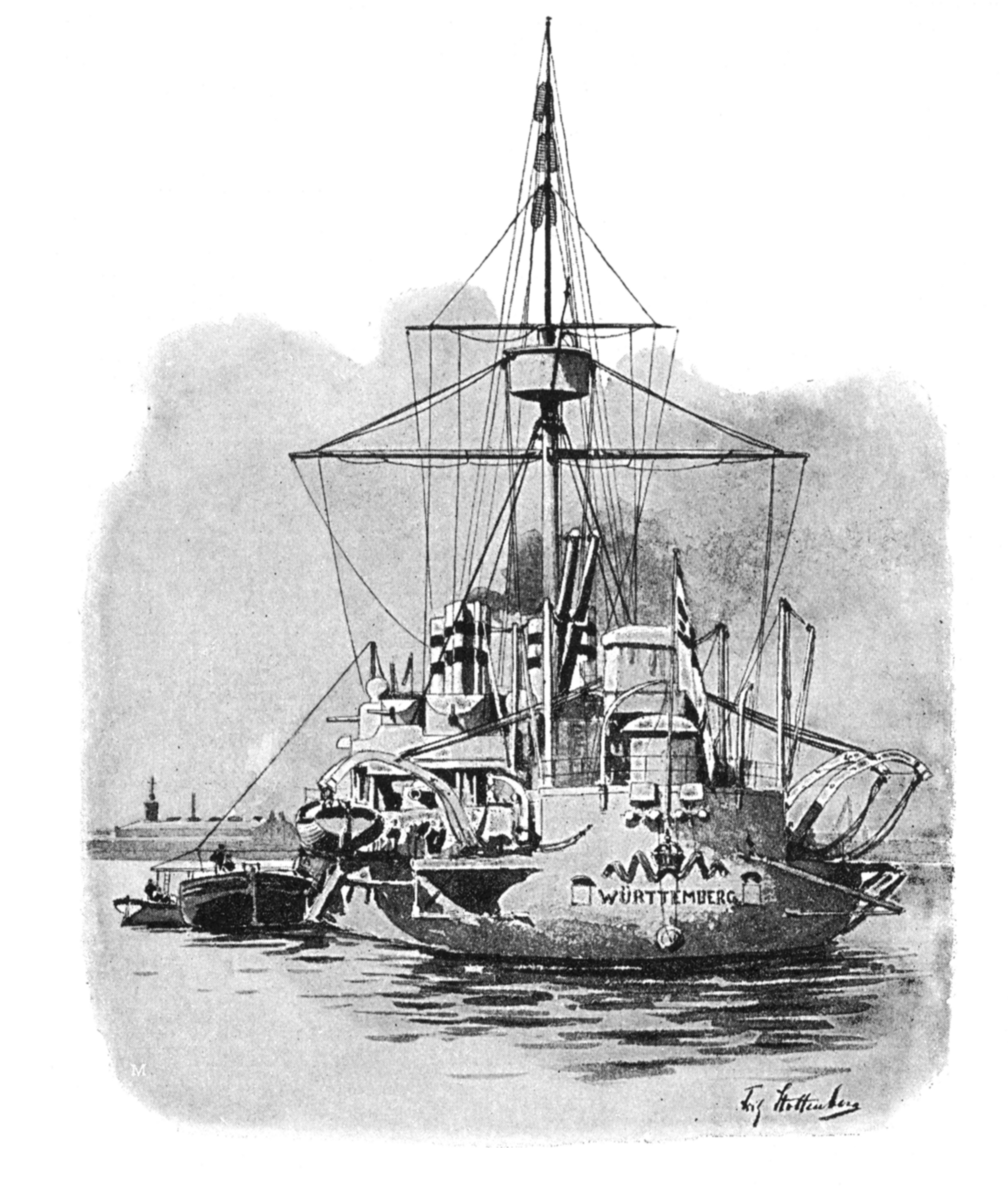
艦尾から描かれた「ヴュルテンベルク」

## 同型艦
- ザクセン (Sachsen)

1875年にA.G.フルカン、シュテッティン造船所で起工、1877年7月21日に進水、1878年10月20日に竣工。1897～99年にキール海軍工廠で近代化改装実施。1902年に除籍後、1911年から1918年にハルク（浮き倉庫）、1920年解体処分。
- バイエルン (Bayern)

1874年にキール海軍造船所で起工、1878年5月13日に進水、1881年8月4日に竣工。1895～1898年にダンツィヒ、シーヒャウ造船所で近代化改装実施。1900年に除籍後、1911年から1918年にハルク、1919年解体処分。
- ヴュルテンベルク (Württemberg)

1876年にA.G.フルカン、シュテッティン造船所で起工、1878年11月9日に進水、1881年5月9日に竣工。1898～99年にキール海軍工廠で近代化改装実施。1906年から1918年まで魚雷学校で使用後に1919年からFボートの母艦として使用。1921年解体処分。
- バーデン (Baden)

1876年にキール海軍造船所で起工、1880年7月28日に進水、1883年9月24日に竣工。1896～1897年にキール海軍工廠で近代化改装実施。1924年に除籍後、1912年から1939年に標的艦として使用。1939～1940年解体処分。

## 参考図書
- 「世界の艦船増刊第26集　ドイツ戦艦史」(海人社)
- 「Conway All The World's Fightingships 1860-1905」（Conway）